# Дельта IV
Дельта IV (англ. Delta IV) — четверте покоління ракети-носія (РН) сімейства Delta компанії «Boeing», а з 2006 року — «ULA». Належить до ракет середнього або важкого класу, залежно від комплектації. Перший успішний комерційний запуск РН із супутником Eutelsat було здійснено 2002 року. Дельта IV була розроблена в рамках програми розвитку одноразових ракет (англ. Evolved Expendable Launch Vehicle) для запуску комерційних супутників і супутників ВПС США. Ракета-носій використовується в п'яти варіантах: Медіум (англ. Medium, Середній), Медіум+ (4,2), Медіум+ (5,2), Медіум+ (5,4) и Хеві (Heavy, Важкий). Останній важкий варіант призначений для більшого розміру і ваги корисного навантаження. Дельта IV використовується в першу чергу для задоволення потреб американських військових через високу вартість її запуску.
Запуски РН здійснюються з мису Канаверал і бази Ванденберг ВПС США, де вони збираються в горизонтальних складальних центрах (англ. Horizontal Integration Facility).
Станом на 2012 рік варіант Delta IV Heavy мав найбільше корисне навантаження серед усіх ракет-носіїв, що експлуатувалися на той час.[джерело?]
У січні 2018 року США запустили ракету Delta IV з секретним супутником розвідки.

## Запуски РН Дельта IV
Першим корисним навантаженням, виведеним на орбіту за допомогою РН Дельта IV, став супутник зв'язку Eutelsat W5. Запуск ракети-носія, виконаний за схемою Медіум+ (4,2), було здійснено з мису Канаверал. Супутник було виведено на геостаціонарну орбіту 20 листопада 2002 року.
У грудні 2004 року після значних затримок через погану погоду було вперше випробувано варіант РН Хеві із супутником Хеві Демо. Внаслідок кавітації в паливопроводах, датчики зареєстрували закінчення пального. Двигуни бічних блоків CBC і пізніше двигун основного блоку CBC були передчасно відключені, хоча пальне для продовження роботи залишалося. Другий ступінь намагався компенсувати недоробку першого ступеня й бічних прискорювачів, доки у ньому не скінчилося пальне. Цей політ був пробним запуском з наступним корисним навантаженням:
- ДемоСат — 6020 кг; алюмінієвий циліндр, заповнений 60 прутами з латуні, який передбачалося вивести на геостаціонарну орбіту, однак через збій датчиків, супутник запланованої орбіти не досяг.
- НаноСат-2 — виведений на низьку навколоземну орбіту, являв собою два дуже маленьких супутника Спаркі (24 кг) і Ральфі (21 кг). З урахуванням недостатнього часу роботи перших ступенів, найбільш імовірно, що вони не досягли стабільної орбіти.[2]
- GOES-O (англ. Geostationary Operational Environmental Satellite, геостаціонарний оперативний супутник контролю навколишнього середовища) — погодний супутник НОАА і НАСА, запущено РН Медіум+ (4,2) з мису Канаверал. Старт було заплановано на 6 квітня 2009 року[3][4], але запуск відбувся 27 червня 2009 року.